# Aporophyla lueneburgensis
Aporophyla lueneburgensis là một loài bướm đêm thuộc họ Noctuidae. Nó được tìm thấy ở miền bắc và miền tây châu Âu.
The larva usually feeds on heather nhưng đã được ghi nhận trên các loài cây thấo khác như lotus. Loài này qua mùa đông dưới dạng ấu trùng.